# هونغدو إل-15
هونغدو إل-15 (بالإنجليزية: Hongdu L-15)‏ هي طائرة تدريب وطائرة هجوم خفيفة أسرع من الصوت أنتجت في الصين. من صناعة مجموعة هونغدو لصناعة الطيران. تستخدم بشكل أساسي من قبل سلاح جو جيش التحرير الشعبي. كان أول طيران لها في 13 مارس 2006. دخلت الخدمة ما بين عامي 2008 و 2010، وما زالت في الخدمة حتى الآن. وسعر الطائرة الواحدة منها هو 100 مليون يوان صيني أو 14.6 مليون دولار.